# Aselomaris michaeli
Aselomaris michaeli är en nässeldjursart som beskrevs av Berrill 1948. Aselomaris michaeli ingår i släktet Aselomaris och familjen Bougainvilliidae. Inga underarter finns listade i Catalogue of Life.